# 提契诺镇
提契诺镇（義大利語：Borgo Ticino）是意大利诺瓦拉省的一个市镇。总面积13.37平方公里，人口5135人，人口密度384.07人/平方公里（2021年）。ISTAT代码为003025。